# كريس ويلي
كريس ويلي (بالإنجليزية: Chris Weale)‏ (9 فبراير 1982 في المملكة المتحدة - ) هو لاعب كرة قدم بريطاني في مركز حراسة المرمى. شارك مع منتخب إنجلترا لكرة القدم C ‏. أما مع النوادي، فقد لعب مع شروزبري تاون وليستر سيتي ونادي بريستول سيتي ويوفل تاون ونادي هيرفورد ونادي بيرتن ألبيون ونادي نورثامبتون تاون.

## وصلات خارجية
- كريس ويلي على موقع قاعدة بيانات كرة القدم.إي يو (الإنجليزية)
- كريس ويلي على موقع Soccerbase.com (لاعب) (الإنجليزية)
- كريس ويلي على موقع Soccerway.com (الإنجليزية)